# Parafia Katedralna św. Michała Archanioła i św. Floriana w Warszawie
Parafia Katedralna Świętego Michała Archanioła i św. Floriana w Warszawie – parafia rzymskokatolicka należąca do dekanatu praskiego, diecezji warszawsko-praskiej, metropolii warszawskiej Kościoła katolickiego, w Warszawie. Obsługiwana przez księży diecezjalnych.

## Historia
Parafia została erygowana w 1941 roku. 
Obecny kościół parafialny (katedra diecezji warszawsko-praskiej) został zbudowany na początku XX wieku.
Od 2023 roku proboszczem parafii jest ks. Tomasz Kalinowski.